# حيدر أباد (فيروزة)
حيدر أباد (بالفارسية: حیدرآباد) هي قرية تقع في قسم تخت جلغة الريفي في إيران. يقدر عدد سكانها بـ 183 نسمة .